# Осушка

Осушка на мореходной карте (зеленым)

Осу́шка — участок морского дна, обнажающийся во время отлива и заливаемый водой во время прилива, обладающий сравнительно небольшим уклоном и непосредственно прилегающий к берегу. Разновидность литорали в значении приливно-отливной зоны. Осушка образуется в результате наноса мелкодисперсных осадочных пород, происходящего в связи с различием скоростей и продолжительности прилива и отлива. Величина осушки определяется рельефом дна (в особенности — градиентом высоты) и амплитудой приливно-отливных колебаний. В определённые фазы приливно-отливного цикла и при некоторых погодных условиях самые нижние участки осушки могут не обсыхать во время отлива, а верхние — не заливаться во время прилива. Это происходит в результате действия сгонных и нагонных ветров, а также когда положение Солнца и Луны относительно Земли близко к квадратуре.

## Обозначение на картах
На мореходных картах глубины на осушке представляются в виде осушаемых высот над нулем глубин и обозначаются цифрами с подчёркиванием (например, 3), в отличие от глубин в остальной акватории, которые отмеряют от нуля глубин. Кроме того, на картах обозначают верхнюю границу осушки, непосредственно выше которой начинается суша, и её нижнюю границу, в качестве которой принимают нуль глубин.

## Значение в навигации
В ходе приливно-отливных колебаний положение уреза воды значительно изменяется, в связи с чем осушка представляет переменную навигационную опасность. Оставшиеся во время отлива на осушке суда оказываются обездвижены и могут подвергаться опасным деформациям.

## Хозяйственное значение

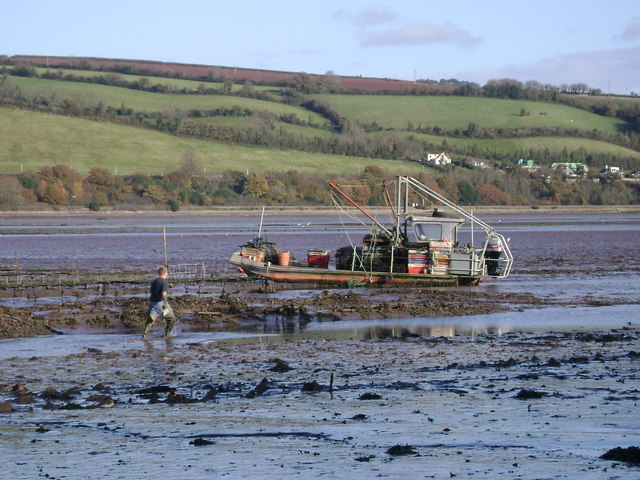
Сбор устриц на осушке во время отлива.

На значительных площадях осушки нередко формируются высокопродуктивные сообщества, такие как мидиевые и устричные банки, заросли морских трав, которые выступают в качестве источника морепродуктов и «детских садов» для молоди некоторых промысловых видов рыб.